# Konrad Küster
Konrad Küster (n. 2 de febrero de 1842 en la  Isla de Wolin (actualmente Polonia); f. 17 de septiembre de 1931 en Berlín) fue un astrónomo, médico y periodista.

## Biografía
Estudió Medicina en las Universidades de Bonn, Würzburg y Berlín. Durante sus estudios se unió en 1861 a la asociación estudiantil Bonner Burschenschaft Frankonia. 
En 1883 fue elegido Presidente de la antigua asociación de estudiantes Festcommerses. Fue miembro honorario de todas las, aproximadamente, 50 asociaciones de estudiantes. En 1883, cofundó la Burschenschaft Neogermania Berlín. En su esfuerzo por sustituir la educación clásica y moderna por la humanística-clásica, fundó la Asociación Académica Alemana, en la cual se reunieron reformadores de la educación, representantes del naturalismo y activistas por los derechos de las mujeres. Es de destacar que esta Asociación también las mujeres podían ser miembros. Desde el grupo de mujeres, se desarrolló más tarde el Club Frauenwohl.

## Obras
- De morborum cutaneorum divisione nomenclatura, Berlín 1865. (Tesis)
- Über die Truppenärzte im Felde. A partir de sus propias vivencias y experiencias: Berlín 1872.
- Arzt und Publikum. Berlín 1874.
- La Reforma de las Fraternidades: Discurso del Presidente del Festcommerses  en Tivoli, Berlín, el 21 de enero de 1883.
- La educación de los niños en las ciencias naturales. Gütersloh 1897.
- Das Griserin und seine Widersacher: Berlín 1905.